# Acanthodelta albicilia
Acanthodelta albicilia är en fjärilsart som beskrevs av Walker 1858. Acanthodelta albicilia ingår i släktet Acanthodelta och familjen nattflyn. Inga underarter finns listade i Catalogue of Life.